# Sender Galgenmühle

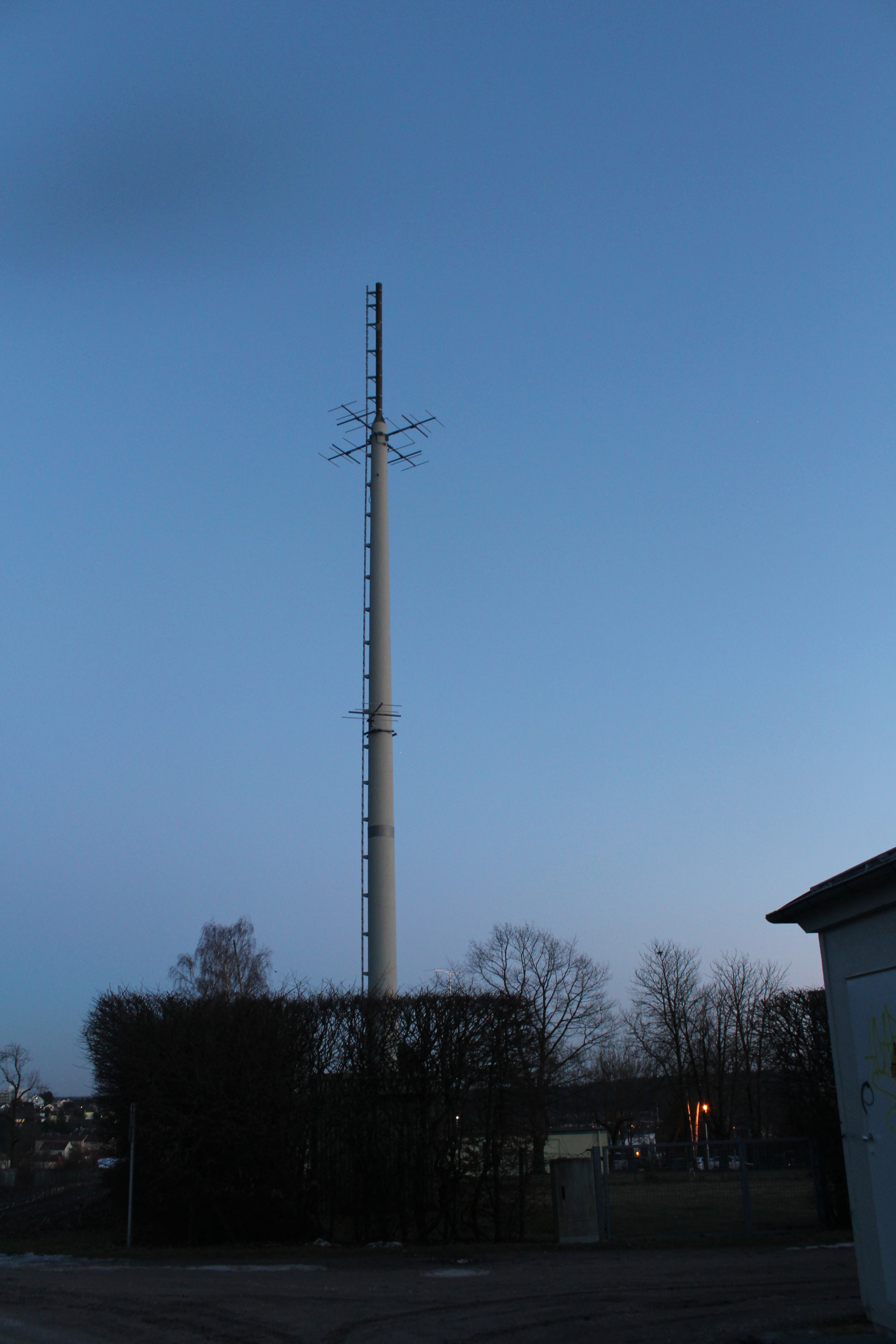
Sender Galgenmühle

Der Sender Galgenmühle ist eine Anlage zur Verbreitung von Hörfunkprogrammen im UKW-Bereich in Ansbach. Er verwendet als Antennenträger einen freistehenden Schleuderbetonmast. Folgende Programme werden gesendet:
- Deutschlandfunk (92,7 MHz, 200 W, horizontale Polarisation)
- Deutschlandfunk Kultur (102,7 MHz, 200 W, horizontale Polarisation)

Der Sender steht im Ansbacher Gemeindeteil Galgenmühle. Ursprünglich befanden sich in seiner Nachbarschaft weitere Antennen eines Amateurfunkvereins.